# Richmond (Massachusetts)
Richmond é uma vila localizada no condado de Berkshire no estado estadounidense de Massachusetts. No Censo de 2010 tinha uma população de 1.475 habitantes e uma densidade populacional de 29,96 pessoas por km².

## Geografia
Richmond encontra-se localizado nas coordenadas 42° 23′ 01″ N, 73° 21′ 33″ O. Segundo a Departamento do Censo dos Estados Unidos, Richmond tem uma superfície total de 49.23 km², da qual 48.39 km² correspondem a terra firme e (1.7%) 0.84 km² é água.

## Demografia
Segundo o censo de 2010, tinha 1.475 pessoas residindo em Richmond. A densidade populacional era de 29,96 hab./km². Dos 1.475 habitantes, Richmond estava composto pelo 97.63% brancos, o 0.34% eram afroamericanos, o 0.34% eram amerindios, o 0.61% eram asiáticos, o 0% eram insulares do Pacífico, o 0.27% eram de outras raças e o 0.81% pertenciam a duas ou mais raças. Do total da população o 1.49% eram hispanos ou latinos de qualquer raça.